# Gamma Coronae Australis
Gamma Coronae Australis (41 Coronae Australis) é uma estrela dupla na direção da constelação de Corona Australis. Possui uma ascensão reta de 19h 06m 25.04s e uma declinação de −37° 03′ 45.9″. Sua magnitude aparente é igual a 4.23. Considerando sua distância de 58 anos-luz em relação à Terra, sua magnitude absoluta é igual a 2.97. Pertence à classe espectral F7IV-V.